# Rolf Stommelen
Rolf Johan Stommelen (Siegen, Njemačka, 11. srpnja 1943. – Riverside, Kalifornija, SAD, 24. travnja 1983.) je bivši njemački vozač automobilističkih utrka.